# Волосоустка короткозуба
{{#ifeq:0|0|{{#if:Trichostomum brachydontium|{{#if:|[[]}}|[[]]}}}}
Волосоустка короткозуба (Trichostomum brachydontium) — вид мохів порядку потіальних (Pottiales).

## Поширення
Батьківщиною є Європа, Африка, Північна Америка, Південна Америка, Азія, Австралія.
Населяє скелі, ґрунт; від низьких до високих висот.

## Характеристика
Стебло округло-п'ятикутне в розрізі. Листки сплощені, від яйцеподібних до еліптичних, дистальні краї плоскі або слабопрямі, цілокраї, без обрамлення; верхівка округла або округло-гостра, плоска або слабо увігнута. Вид дводомний.